# IPTF14hls
iPTF14hls是在過去三年（迄2017年）中連續噴發的一顆異常超新星，而且它曾於1954年爆發。 現在的所有理論和假說都還不能充分地解釋這顆超新星的現象。

## 觀測

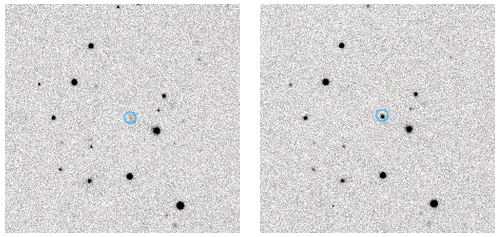
檢測前和檢測後的超新星iPTF14hls。

超新星iPTF14hls 是在2014年9月由帕洛馬瞬變工廠在2014年9月發現的，並在2014年11月首度於卡特琳娜即時瞬變調查（CRTS survey）公開並被稱為CSS141118:092034+504148。根據此一資訊，它在2015年1月被確認是一顆爆炸的恆星。如果將這視為單一的超新星事件（ Type II-P），在大約100天之內就會變得黯淡。然而，它的亮度波動至少五次，也就是持續噴發超過600天。亮度的變化達到50% ，並且有五次的峰值。此外，它沒有像一般所預期的II-P超新星隨著時間逐漸降溫，反而恆定的保持5,000－6,000K的溫度。檢查過去的照片，發現1954年在相同的地點上也發生過爆炸。自1954年以來，這顆恆星已經爆炸過六次。
主要的研究人員是阿卡維。它的跨國際研究小組使用凱克望遠鏡的低解析度成像光譜儀（LRIS，Low Resolution Imaging Spectrometer），獲得宿主星系的光譜，以及凱克II的深度成像和多目標光譜儀（DEIMOS，Deep Imaging and Multi-Object Spectrograph）獲得異常超新星本身的高解析度光譜。
iPTF14hls的宿主星系是一個恆星形成的矮星系，這意味著低金屬量，與在超新星光譜中看到微弱的鐵吸收與低金屬量先祖是一致的。研究估計，爆炸的恆星質量至少比太陽大50倍。研究人員還指出，碎片膨脹的速率比任何已知的其它超新星都要慢6倍，就好像再播放爆炸的慢動作影片一樣。然而，如果這是由於相對論性的時間擴張，那麼頻譜將被紅移相同的因素：6，這是不符合他們的觀測。在2017年，擴張的速度被侷限在大約每秒1,000公里。

### 將來的觀測
iPTF14hls是持續中的事件。多波段觀測對於瞭解這種特殊事件的性質是必要的，當它最終成為殘餘的星雲時，可以揭示出關於祖恆星和爆炸機制的新線索。阿卡維的團隊計畫與國際間的其它望遠鏡和天文台合作，在其它的電磁波頻譜的波段上繼續監測。這些設施包括北歐光學望遠鏡和NASA的雨燕衛星、費米伽瑪射線太空望遠鏡。哈伯太空望遠鏡已經在2017年12月開始拍攝其位置的影像。

## 假說
目前的理論預測，恆星會在第一次的超新星爆炸中消耗掉所有的氫，根據恆星初始的質量，核心的殘餘部分應該形成中子星或黑洞。所以，人們認為存在著一種不明的新現象發生。沒有已知的理論可以解釋這一事件的觀測，下面列出的假說都不能解釋氫的持續存在或觀察到的能量。依據阿卡維所說，此一發現需要改進現有的爆炸場景或開發新的方案，必須可以：
1. 產生相同的光譜特徵（英语：Spectral signature），作為II-P超新星的共通性，但進化的速度因數放慢6-10倍。
2. 提供延長光變曲線的係數為6倍，同時不會引入窄線光譜特徵或強無線電和X射線發射陳述的星周包層交互作用。
3. 在光變曲線中至少有五個峰值。
4. 將所推導倒的線形成光球與連續光球的解耦。
5. 在600天內恆定的線速度梯度維護的光球相。

### 反物質
一個假說包括在恆星的核心中燃燒反物質 ；這個假說認為巨大的恆星其核心會變得非常熱，以至於能量被轉換成物質和反物質，導致恆星變得極其不穩定，並經歷了幾年的反覆明亮噴發。 與物質接觸的反物質會湮滅引起爆炸，使恆星外層脫落，而留下未受損的核心；這個過程可以反復數十年，直到最終的爆炸和崩潰成為黑洞 。

### 脈動成對不穩定超新星
另一個假說是脈動成對不穩定超新星，一顆巨大的恆星在一系列猛烈的脈衝開始之前，可能會損失大約一半的質量。 在每一個脈衝，衝離的物質可以趕上早期拋出的物質，因而發生碰撞產生明亮的閃光，而被類比為額外的爆炸（參見假超新星）。然而，iPTF14hls 超新星釋放出來的能量比理論預測的還要多。

### 強磁星
強磁星（Magnetar）模型可以解釋許多觀測到的特徵，但要給出平滑的光變曲線，可能需要不斷變化強度的磁場。

### 激波交互作用（Shock interaction）
另一個是基於光譜的假說，認為它是噴出的物質與高密度的星周物質交互作用產生沖激波的一個明顯的簽名。
在2017年12月，一個使用費米伽瑪射線太空望遠鏡的小組報告說，他們可能首次在iPTF14hls中發現了超新星的高能伽瑪射線發射。伽瑪射線源在iPTF14hls爆炸後約300天出現，但仍可觀測到，然而需要更多的觀察來驗證 iPTF14hls 確實是所觀察到的伽瑪射線發射的來源。如果伽瑪射線源與 iPTF14hls 之間的關聯是真實的，那麼在超新星噴發物產生激波的粒子加速度框架下，對其伽瑪射線發射建模有困難。能量轉換的效率需要非常高，因此建議一個密切的噴流（各向異性發射）夥伴，以解釋一些觀測到的資料可能是必要的。沒有X射線輻射從經被偵測到，這使得對伽瑪射線輻射的解釋成為一項艱巨的任務。

### 共同包層噴流
這個假說建議是共同包層噴流超新星（CEJSN，common envelope jets supernova）是中子星的夥伴假冒產生的結果。它提出"一種進入一個巨型恆星演化的包絡，共生包層物質，由中子星開始的新類型重複瞬態爆發，隨後發射噴流與它們周圍的物質交互作用" 。即使不是超新星, 噴發物也能達到104公里/秒的速度。

## 外部連結
- Light curves and spectra（页面存档备份，存于） on the Open Supernova Catalog（页面存档备份，存于）
- This star refuses to die, even after it explodes（页面存档备份，存于） - engadget
- The star that blew up a little... Then blew up a lot（页面存档备份，存于） - SyFyWire